# Siptenfelde
Siptenfelde ist ein Ortsteil der Stadt Harzgerode im Landkreis Harz in Sachsen-Anhalt.

## Geografie
Siptenfelde liegt im östlichen Unterharz an der Harzhochstraße, der Bundesstraße 242 zwischen Güntersberge und der Stadt Harzgerode. Durch die Buslinie 254 der Harzer Verkehrsbetriebe ist Siptenfelde mit den beiden Orten verbunden.

## Geschichte
Die erste Erwähnung erfolgte als königliche Pfalz im Jahre 936 gemeinsam mit Bodfeld in einer Urkunde Königs Otto I. als Sipponfeldon. Weitere Erwähnungen liegen von 961 in zwei Ottonenurkunden vom 15. und 25. Juli betreffend das Dorf Sippanuelth vor. Dieses lag rechts des Uhlenbaches dort, wo heute die B 242 das Uhlenbachtal quert. 2 km talaufwärts wurden 1888 und 2014 im Forstort Münchehöfe Reste einer befestigten mittelalterlichen Anlage ausgegraben, die mit der ottonischen Pfalz (Jagdhof) Predium Haskenroth und einer hier vermuteten Wüstung des Dorfes Esekenrode – einer Gründung des Klosters Marienthal – in Verbindung gebracht werden.
961 hatte König Otto I. dem freiweltlichen Stift St. Servatius in Quedlinburg die Schenkung Siptenfeldes bestätigt. Rund fünfeinhalb Jahrhunderte später gehörte es noch immer zum Quedlinburger Stiftsbesitz als an die Grafen von Regenstein verliehenes Gut. Diese übertrugen es 1526 als Afterlehen an den Harzgeröder Wolf von Röder. Von den Rödern kaufte 1609 Fürst Christian I. von Anhalt-Bernburg für 4842 Gulden die Gemarkung des wüst gefallenen Dorfes. Genutzt wurde das Areal gegen entsprechende Abgaben und Leistungen von Bauern umliegender Ortschaften.
Fürst Friedrich von Anhalt-Harzgerode veranlasste 1663 die Neuanlage des Dorfes rund 1 km westlich der Wüstung, an die noch um 1610 die Ruine des Kirchturms erinnert hatte. Zählte das neu gegründete Siptenfelde 1668 erst 13 Siedler, so stieg die Zahl der Einwohner in dem Kirch- und Pfarrdorf bis 1795 auf 484, ansässig in 82 Häusern. 1900 lebten hier 642 Personen. Noch im 17. Jahrhundert hatten die Fürsten ein Vorwerk (Domäne) mit Schäferei anlegen lassen, das im 19. Jahrhundert privatisiert und später aufgelöst wurde. Eine Besonderheit ist allemal die 1685 geweihte St. Paulus-Kirche mit ihrem auf achteckigem Grundriss stehenden ovalem Fachwerkbau. In den letzten Jahrzehnten des 18. Jahrhunderts wurde am Brachmannsberg die Förderung von Fluor (Flussspat) aufgenommen, der am Ende der DDR eine Neuauflage folgte.
1767 beteiligten sich zahlreiche Siptenfelder an der Verschwörung im Fürstentum Anhalt-Bernburg, die eine Verringerung der Abgabenlast erreichen wollte. Im März 1848 verfassten die Bewohner Siptenfeldes gemeinsam mit den Lindenbergern eine 21 Punkte umfassende Petition, in der sie die Auflösung der Domäne, Rückgabe der Waldweide und Berücksichtigung sozialer Belange forderten. 1883 wurde die örtliche Freiwillige Feuerwehr gegründet, die 1903 ein neues Spritzenhaus erhielt. 1908 zählte die Feuerwehr 43 Mitglieder.
Am 1. August 2009 schloss sich die Gemeinde Siptenfelde mit den Städten Güntersberge und Harzgerode sowie den Gemeinden Dankerode, Königerode, Schielo und Straßberg zur neuen Stadt Harzgerode zusammen. Die Einwohnerzahl des Dorfes betrug Ende 2016 496.

## Politik

### Wappen
| | Blasonierung: „In Grün eine entwurzelte silberne Tanne; der Stamm beseitet von zwei einander zugewandten, sitzenden goldenen Hasen.“ |
| Wappenbegründung: Die Farben des Ortes sind Weiß (Silber) – Grün. Bereits frühere Wappenentwürfe nehmen schon die geführte Motivik auf. So erscheint der Nadelbaum mit den zwei darunter sitzenden Hasen bereits in Gestaltungen im Zusammenhang früherer Dorffeste und findet sich auch in Emblemen wieder, die von örtlichen Vereinen genutzt werden. Inhaltlich deutet der Nadelbaum auf die Lage des Ortes in der Harzregion hin und steht in übergeordnetem Sinne symbolisch für den Naturgedanken. Die beiden Hasen sollen in redender Weise auf den Ortsnamen Siptenfelde hinweisen, da mundartlich die Bewohner mit ihrem Spitznamen Sipten im Verständnis für Bachhase wiedergegeben werden. Das Wappen wurde von dem Heraldiker Frank Jung gestaltet und am 15. April 1998 durch das Regierungspräsidium Magdeburg genehmigt. | |

## Kultur und Sehenswürdigkeiten
- St.-Paulus-Kirche von 1682